# Paatje Phefferkorn

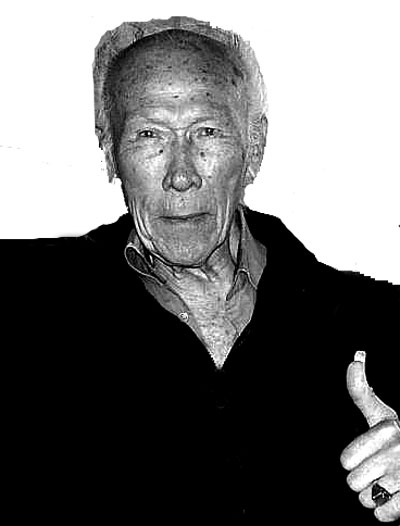
Paatje Phefferkorn (2012)

Verdi Phefferkorn von Offenbach (Bandung, Nederlands-Indië, 26 februari 1922 – Bussum, 1 januari 2021), beter bekend als Paatje Phefferkorn, was een Indonesisch-Nederlandse beoefenaar van pencak silat (Setia Hati "Anoman"). 
Hij was de maker van de 'Indo Melati'-vlag en het embleem. In 1967 startte hij een kleine gemengde vechtsportschool in de stad Utrecht. Al snel richtte hij een tweede school op en leidde uiteindelijk zeventien scholen door heel Nederland.
Phefferkorn overleed aan de gevolgen van een COVID-19-infectie op 1 januari 2021 op 98-jarige leeftijd.